# شون روزنتال
شون روزنتال (بالإنجليزية: Sean Rosenthal)‏ (19 يونيو 1980 في الولايات المتحدة - ) هو لاعب كرة طائرة شاطئية ولاعب كرة طائرة الولايات المتحدة. شارك في الألعاب الأولمبية الصيفية 2008.

## وصلات خارجية
- شون روزنتال على موقع الاتحاد الدولي beach volleyball database (الإنجليزية)
- شون روزنتال على موقع قاعدة بيانات الكرة الطائرة الشاطئية (الإنجليزية)
- شون روزنتال على موقع اللجنة الأولمبية الدولية (الإنجليزية)
- شون روزنتال على موقع أوليمبيديا (الإنجليزية)
- شون روزنتال على موقع اللجنة الأولمبية والبارالمبية الأمريكية (الإنجليزية)